# آندریاس گریتزر
آندریاس گریتزر (انگلیسی: Andreas Geritzer؛ زادهٔ ۱۱ دسامبر ۱۹۷۷) از برندگان مدال‌های بازی‌های المپیک تابستانی و قایقران اهل اتریش است.